# Liste de tempêtes solaires
Pour les articles homonymes, voir Tempête (homonymie).

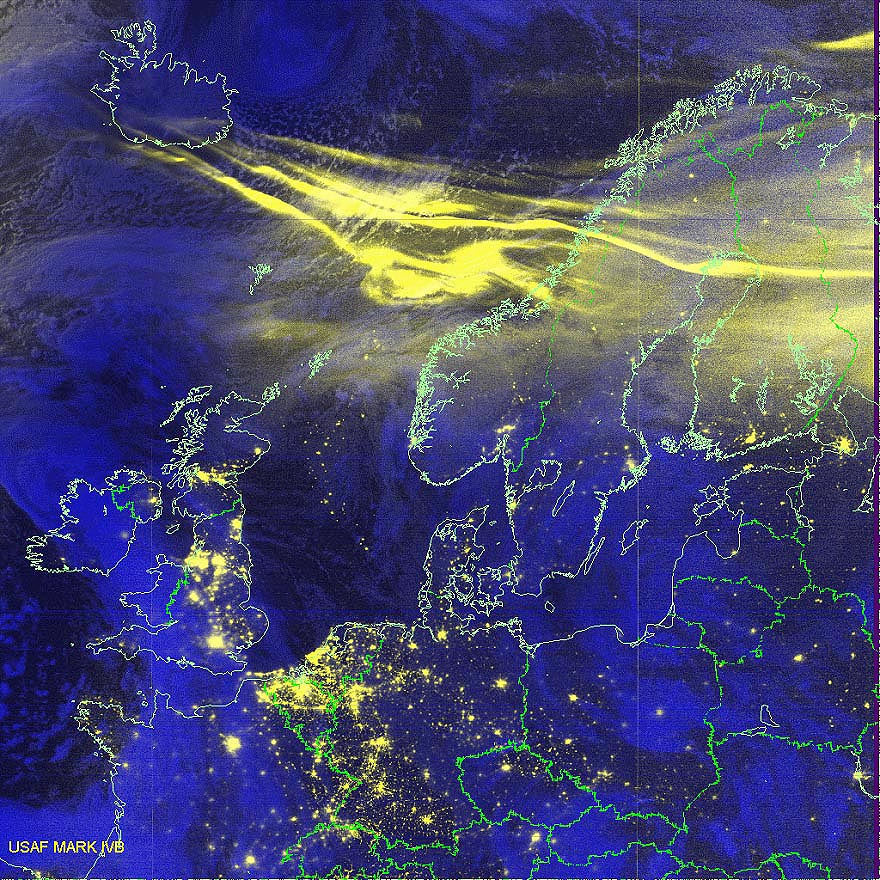
Image composite d'aurores observées le 30 octobre 2003 au-dessus de l'Europe par un satellite DMSP et possiblement causées par une éruption solaire.

Voici une liste de tempêtes solaires classées par ordre chronologique.

## Avant Jésus-Christ
- 2225 av. J.-C.[1]
- 1485 av. J.-C.[1]
- 660 av. J.-C.[2]

## Après Jésus-Christ
- 95[1]
- 265[1]
- Éruption solaire de 774-775 (Pic de carbone 14 de 774-775)[3]
- Éruption solaire de 993-994 (Pic de carbone 14 de 993-994)[4]
- 1052[5],[6]
- 1279[5],[6]
- 1460[1]
- 1505[1]
- 1719[1]
- 1810[1]
- 1859 : Éruption solaire de 1859
- 1882 : Aurores du 17 novembre 1882 (en)
- 1921 : Tempête géomagnétique de mai 1921
- 1972 : Éruption solaire du 04 aout 1972
- 1989 : Éruption solaire de 1989 (mars et août[7])
- 2000 : Tempête solaire du 14 juillet 2000 (en)
- 2001 : Éruption solaire du 26 décembre 2001[8]
- 2003 :
  - 30 octobre : tempêtes solaires de l'Halloween 2003 (en)[9]
  - 4 novembre[10],[11],[12],[13]
- Éruption solaire de janvier 2005
- 2012 :
  - Tempête solaire de février 2012
  - Tempête solaire de juillet 2012[14],[15],[16],[17],[18],[19],[20]
- Tempête solaire de juin 2015[21]